# Juan Córdova
Juan Guillermo Córdova Torres (Los Andes, Chile, 25 de junio de 1995) es un  futbolista chileno nacionalizado canadiense. Juega de Defensa y actualmente milita en Unión San Felipe de la Primera B de Chile. Además, es internacional con la Selección de fútbol de Canadá desde 2017.

## Trayectoria
A la edad de 16 años, ingresó a las divisiones inferiores de Unión San Felipe. Su primer gol como profesional lo marcó ante Rangers el 21 de enero de 2017.
En 2017, fue fichado por Huachipato de la Primera División Chilena. Tras 5 temporadas con el conjunto acerero, en diciembre de 2022 es anunciado como nuevo jugador de Ñublense de la misma división.

## Selecciones Nacionales
Nacido en Chile, Córdova posee la nacionalidad canadiense por parte de su padre, que también nació en Chile, pero es ciudadano canadiense. Jugó 5 partidos por la Selección sub-20 de Chile en 2014. Córdova fue llamado por la Selección sub-23 canadiense para un torneo desarrollado en Catar el año 2017, debutando ante Uzbekistán el 25 de marzo en una victoria por 1:0.
En mayo de 2017, Córdova fue nominado por la Selección canadiense adulta para un amistoso ante Curazao. Formó parte de la nómina de 40 jugadores para la Copa de Oro de la Concacaf 2019, pero no fue incluido en la nómina final. Ha indicado que su sueño es jugar el Copa Mundial de Fútbol de 2026.

## Estadísticas
| Club                     | Div.          | Temporada     | Liga  | Liga  | Copas(1) | Copas(1) | Copas internacionales(2) | Copas internacionales(2) | Total(3) | Total(3) |
| Club                     | Div.          | Temporada     | Part. | Goles | Part.    | Goles    | Part.                    | Goles                    | Part.    | Goles    |
| ------------------------ | ------------- | ------------- | ----- | ----- | -------- | -------- | ------------------------ | ------------------------ | -------- | -------- |
| Unión San Felipe · Chile | 2.ª           | 2013-14       | 2     | 0     | 0        | 0        | —                        | —                        | 2        | 0        |
| Unión San Felipe · Chile | 2.ª           | 2014-15       | 17    | 0     | 2        | 0        | —                        | —                        | 19       | 0        |
| Unión San Felipe · Chile | 2.ª           | 2015-16       | 15    | 0     | 4        | 1        | —                        | —                        | 19       | 1        |
| Unión San Felipe · Chile | 2.ª           | 2016-17       | 23    | 1     | 2        | 0        | —                        | —                        | 25       | 1        |
| Unión San Felipe · Chile | Total club    | Total club    | 57    | 1     | 8        | 1        | 0                        | 0                        | 65       | 2        |
| Huachipato Chile         | 1.ª           | 2017          | 7     | 0     | 6        | 1        | —                        | —                        | 13       | 1        |
| Huachipato Chile         | 1.ª           | 2018          | 16    | 0     | 3        | 0        | —                        | —                        | 19       | 0        |
| Huachipato Chile         | 1.ª           | 2019          | 16    | 0     | 2        | 0        | —                        | —                        | 18       | 0        |
| Huachipato Chile         | 1.ª           | 2020          | 16    | 0     | —        | —        | 3                        | 0                        | 19       | 0        |
| Huachipato Chile         | 1.ª           | 2021          | 23    | 0     | 7        | 0        | 7                        | 0                        | 37       | 0        |
| Huachipato Chile         | 1.ª           | 2022          | 11    | 0     | 0        | 0        | —                        | —                        | 11       | 0        |
| Huachipato Chile         | Total club    | Total club    | 89    | 0     | 12       | 1        | 10                       | 0                        | 117      | 1        |
| Ñublense Chile           | 1.ª           | 2023          | 0     | 0     | 0        | 0        | 0                        | 0                        | 0        | 0        |
| Ñublense Chile           | Total club    | Total club    | 0     | 0     | 0        | 0        | 0                        | 0                        | 0        | 0        |
| Total carrera            | Total carrera | Total carrera | 146   | 1     | 26       | 2        | 10                       | 0                        | 182      | 3        |